# Rectoria (Pujalt)
La Rectoria és una obra de Pujalt (Anoia) protegida com a Bé Cultural d'Interès Local.

## Descripció
Casa de grans mides situada al centre del nucli urbà, davant de l'església de la Puríssima Concepció (seu del centre cultural). Correspon a l'actual edifici de la rectoria que durant la guerra civil es va compartimentar en dos edificis, a la part de davant es van instal·lar les oficines militars, mentre que a la de darrere hi habitaven els evacuats del front de Madrid.

## Història
Durant la guerra civil de 1936-39 s'instal·là a Pujalt la base d'instrucció militar del 18è cos d'exercit republicà. El 2016 l'edifici es va rehabilitar per a allotjar-hi el nou Ajuntament i museu.